# 이승운
승차(본명:이승운, 1960년 11월 15일 ~ 2008년 3월 8일)는 대한민국의 MC 겸 가수이다. 2008년 3월 8일, 무대에 오르기 전 멀미로 멀미약을 먹고 가던중 심장마비로 쓰러져 사망하였다.

## 생애
1960년 11월 15일 제주도에서 출생하였다. 1979년, 가수로 데뷔하여 '너무나도 좋아'라는 첫 곡을 불렀으나 10년이라는 기나긴 무명으로 인해 고통이 심했다. 1987년에 발매한 앨범 'NEXT'는 뛰어난 가창력으로 인기가 서서히 많아졌고, 1989년 인기가수가 되었다. 1994년 '님이 오네요'는 뛰어난 가창력으로 한국은 물론 해외에서도 인기를 받게 되었다. 2008년 3월 '당신만이 내 사랑'이라는 곡을 부르려 무대로 서둘러 가던 중, 심장마비로 사망하였다.고인의 유골과 빈소는 메트로병원에 있는 장례식장에 있고 시체는 2019년 6월까지 방치되어있다가 2019년 7월 시체를 우주장시켰다